# Sutaregölen
Sutaregölen är en sjö i Eksjö kommun i Småland och ingår i Emåns huvudavrinningsområde.